# Allariz – Maceda
Allariz – Maceda egy comarca (járás) Spanyolország Galicia autonóm közösségében, Ourense tartományban. Székhelye . Népessége 2005-ös adatok szerint 15 120 fő volt.

## Települések
A székhely neve félkövérrel szerepel.
- Allariz
- Baños de Molgas
- Maceda
- Paderne de Allariz
- Xunqueira de Ambía
- Xunqueira de Espadanedo